# Nizjyn rajon
Nizjyn rajon (ukrainsk: Ніжинський район, tr. Nizjynskij rajon) er en af 5 rajoner i Tjernihiv oblast i Ukraine, hvor Nizjyn rajon er beliggende hovedsageligt i den sydlige halvdel af Tjernihiv oblast. Efter Ukraines administrative reform fra juli 2020 er den tidligere Nizjyn rajon udvidet med byen af samme navn og andre nærtliggende rajoner, så det samlede befolkningstal for Nizjyn rajon er nået op på 228.700.